# Zespół Szkół Muzycznych w Bydgoszczy

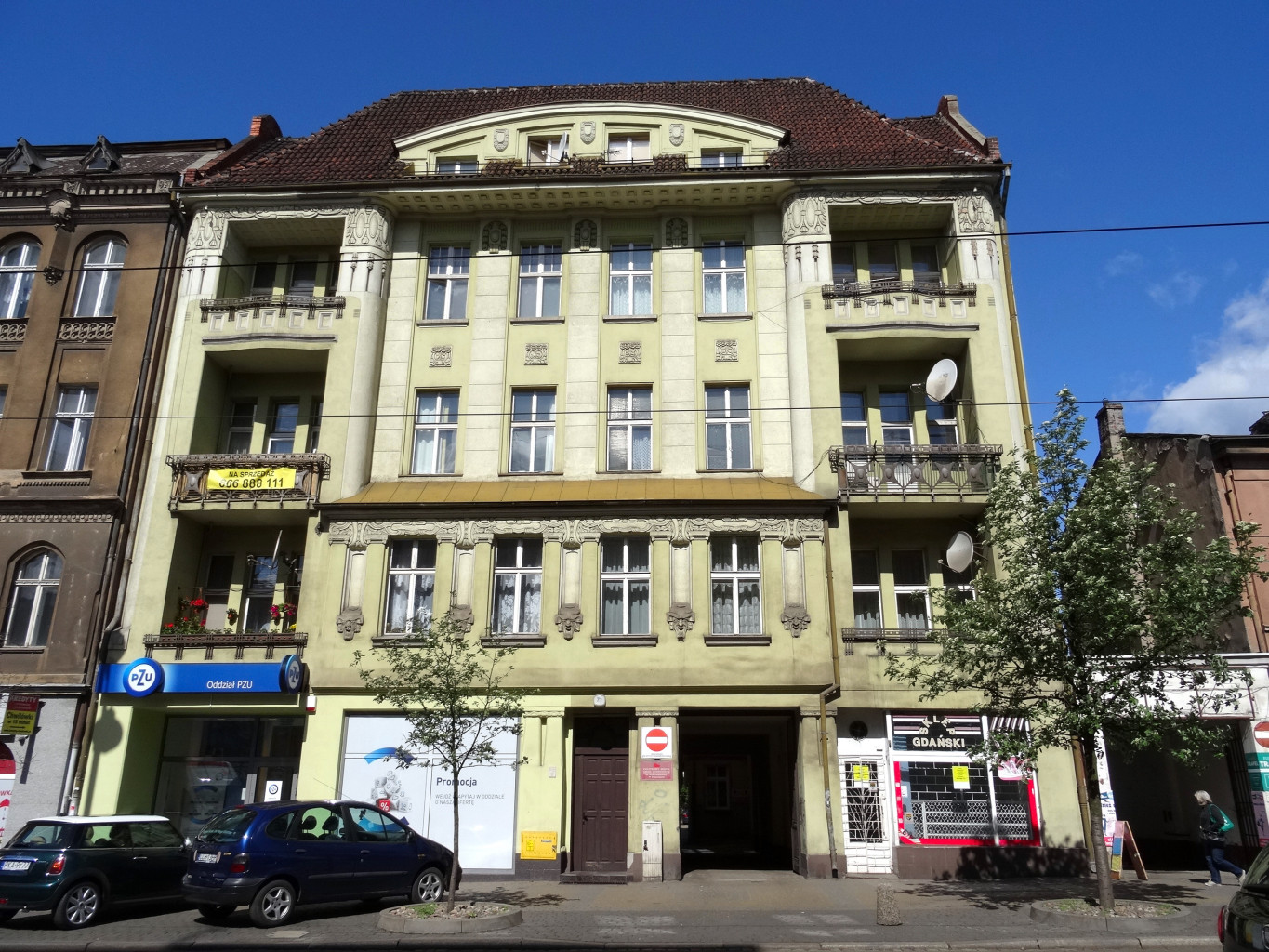
Kamienica Gdańska 71 w Bydgoszczy – w latach 1938–1939 siedziba Miejskiego Konserwatorium Muzycznego, a w latach 1945–1958 główna siedziba szkoły

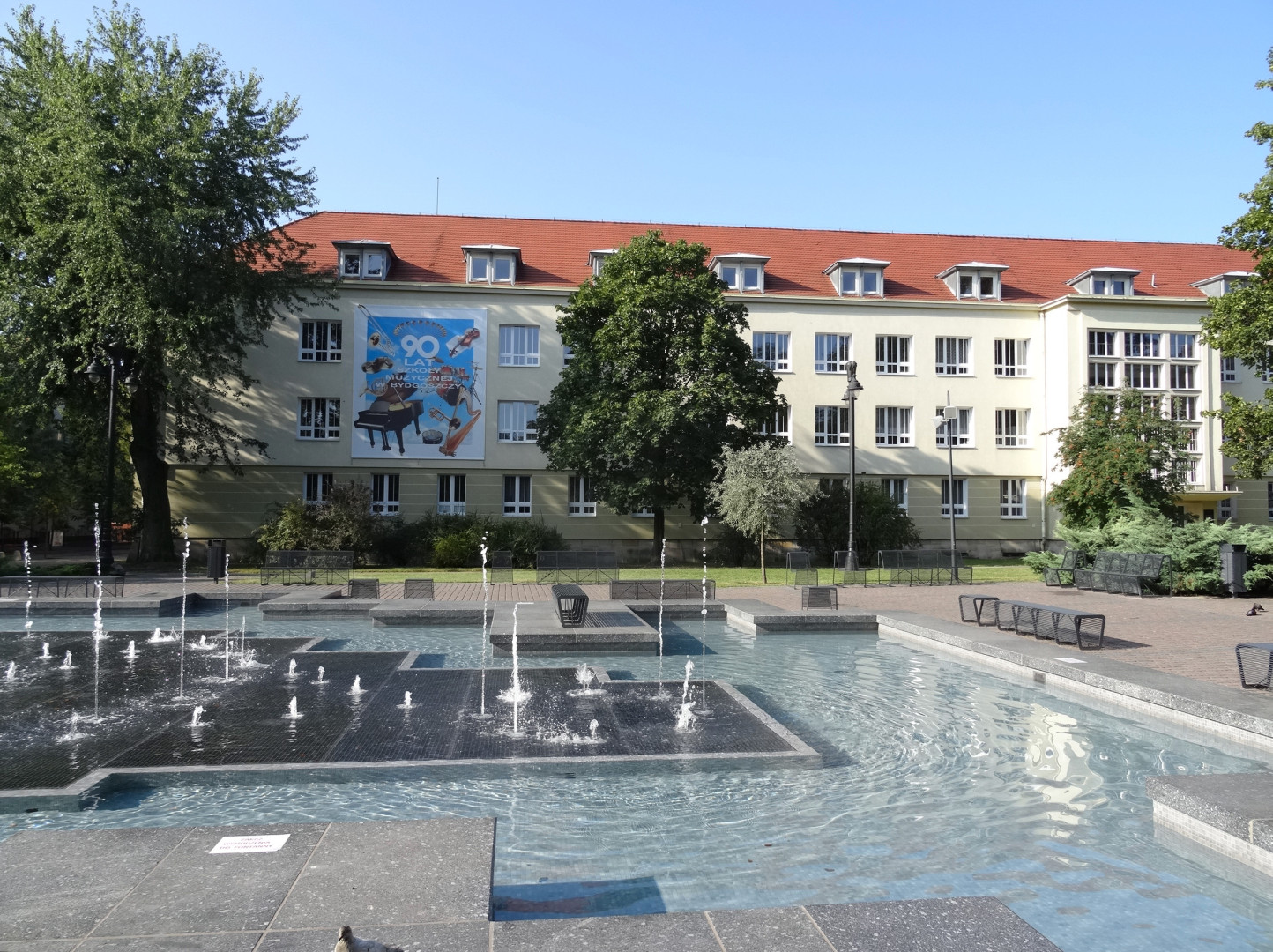
Zespół Szkół Muzycznych w Bydgoszczy z Bydgoską Fontanną Multimedialną

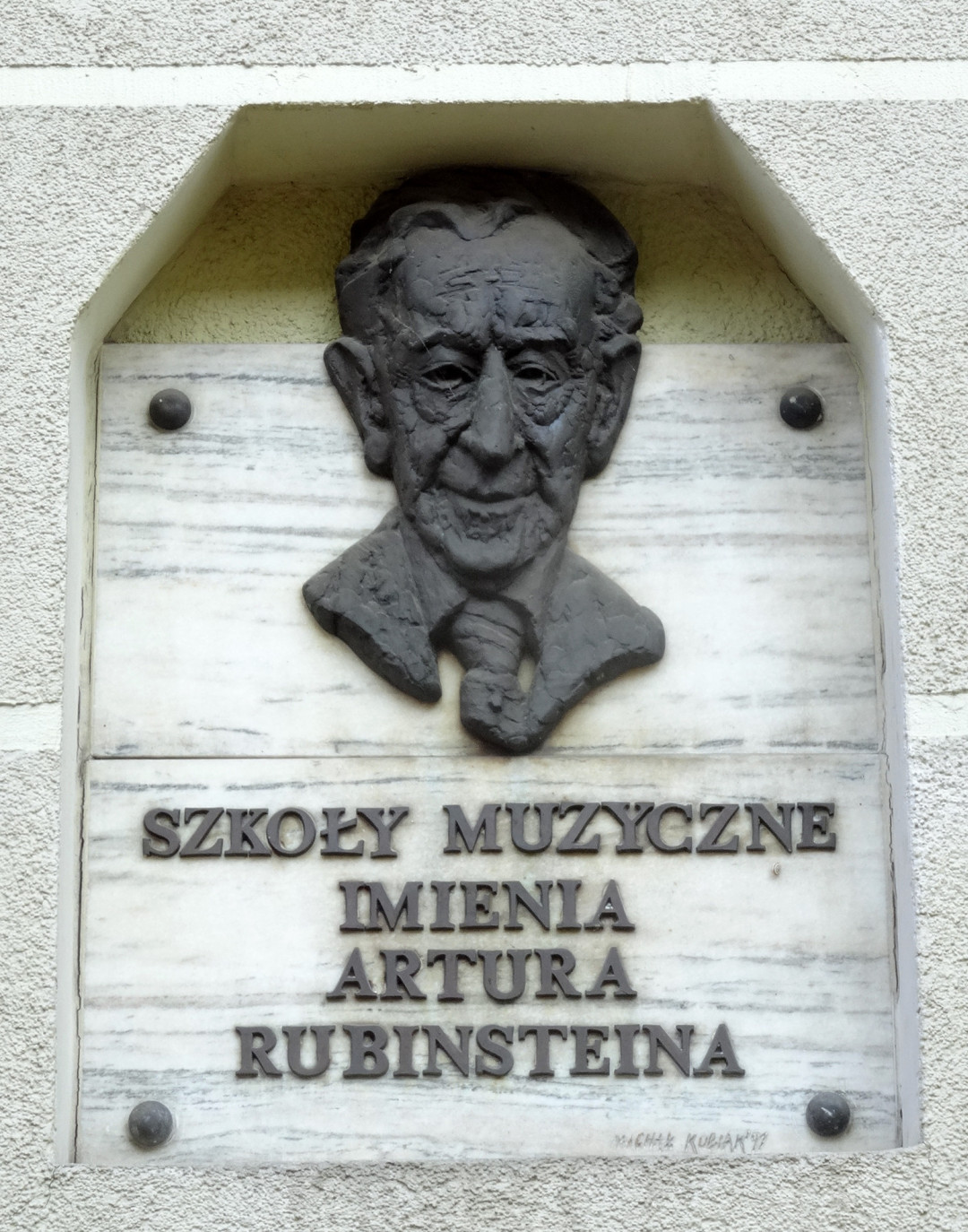
Tablica patrona Artura Rubinsteina

Państwowy Zespół Szkół Muzycznych im. Artura Rubinsteina – zespół szkół muzycznych I i II stopnia, mieszczący się w budynku przy ulicy Andrzeja Szwalbego 1, w obrębie dzielnicy muzycznej w Bydgoszczy.

## Historia

### Dwudziestolecie międzywojenne
Polskie szkolnictwo muzyczne zaczęło rozwijać się w Bydgoszczy na początku lat 20., zaraz po powrocie miasta do Polski. Wcześniej ze względów polityczno-narodowościowych było to niemożliwe. Od 1904 r. funkcjonowało natomiast niemieckie Bydgoskie Konserwatorium Muzyczne, w którym kształciło się ponad 250 uczniów.
W 1921 r. założono pierwszą polską prywatną szkołę muzyczną w Bydgoszczy, którą kierował wykształcony w Ratyzbonie dyrygent Leon Jaworski. Została ona zorganizowana na wzór niemieckiego konserwatorium, z trzema stopniami nauczania: niższym, wyższym i wirtuozowskim. Szkoła ta w 1936 roku uzyskała koncesję Ministerstwa Wyznań Religijnych i Oświecenia Publicznego, a kres jej działalności przyniósł wybuch II wojny światowej. 
Powołanie drugiej polskiej szkoły muzycznej w Bydgoszczy zainicjowane zostało przez władze miasta i jego ówczesnego prezydenta Bernarda Śliwińskiego. W 1925 r. powstał Miejski Instytut Muzyczny, którym kierował poznański pianista Zygmunt Lisicki. Siedzibą szkoły były pomieszczenia Gimnazjum Matematyczno-Przyrodniczego im. M. Kopernika, a później budynek ul. Paderewskiego 32. Podstawową kadrę pedagogiczną Instytutu stanowili wykładowcy Państwowego Konserwatorium Muzycznego w Poznaniu. Program nauczania uwzględniał trzy kursy: niższy, średni i wyższy. 
W 1927 r. reorganizacji szkoły podjął się prof. Zdzisław Jahnke, który przemianował ją na Miejskie Konserwatorium Muzyczne z pełnymi prawami szkoły publicznej. Była to szkoła prywatna, w części dofinansowywana przez Radę Miejską Bydgoszczy. W 1930 r. dyrektorem Konserwatorium została Irena Jahnke i kierowała nim do wybuchu wojny. W miarę upływu czasu powoływano nowe klasy i działy kształcenia muzycznego. Nauczanie w latach 1927–1938 prowadzono w wynajmowanym budynku w Śródmieściu Bydgoszczy (ul. Piotra Skargi 14), a następnie we własnej siedzibie przy ul. Gdańskiej 71.
Strukturę Konserwatorium tworzyły wydziały: teorii muzyki, dyrygentury, fortepianu, instrumentów orkiestrowych, śpiewu solowego i operowego, muzyki kościelnej i organów, seminarium pedagogiczne. Ponieważ program nauczania miał charakter akademicki, dyplom ukończenia szkoły traktowany był w latach 30. i po II wojnie światowej równoprawnie z dyplomami wyższych uczelni muzycznych w Polsce. Środowisko pedagogów w części wywodziło się z Poznania, zaś większość zdobyła gruntowne wykształcenie wyższe za granicą (Lipsk, Weimar, Berlin, Petersburg, Genewa, Hamburg) i prowadziła aktywną działalność koncertową. 
W okresie międzywojennym Miejskie Konserwatorium Muzyczne zyskało znaczenie wiodącej szkoły muzycznej w Bydgoszczy. Stało się ważnym elementem życia kulturalnego miasta dzięki bogatej działalności koncertowej (występy solowe, koncerty kameralne, chóralne, symfoniczne, oratoria). W 1932 r. utworzono przy szkole Collegium Musicum, złożone z pedagogów, posiadające własną orkiestrę symfoniczną i chór mieszany. Jej działalność wyprzedziła o kilka lat założenie Miejskiej Orkiestry Symfonicznej w Bydgoszczy (1938, pod kierownictwem Alfonsa Rezlera). Do 1939 r. Collegium Musicum urządziło 24 koncerty w Teatrze Miejskim, a w latach 1933–1936 orkiestrą kierował prof. Zdzisław Jahnke.

### Okupacja niemiecka
Po wybuchu II wojny światowej gmach szkoły został skonfiskowany przez Niemców, którzy w 1941 r. otwarli w nim Miejską Szkołę Muzyczną (niem. Musikschule der Stadt Bromberg). Kierował nią niemiecki organista Georg Juedeke. W jej skład wchodziła szkoła dla młodzieży (niem. Jugendmusikschule für Hitlerjugend oraz Bund Deutsche Mädel) i dorosłych (niem. Musikschule des Deutschen Volksbildungsweikes). 
W szkole uczono dzieci i młodzież w klasie śpiewu, fortepianu, instrumentów smyczkowych i dętych, gry zespołowej i przedmiotów teoretycznych z zakresu muzyki, zaś dorosłych: gry na instrumentach, śpiewu i muzyki grupowej. Szkołę, już tylko o ograniczonym nauczaniu, zamknięto w grudniu 1944 r.

### Okres powojenny
Reaktywowanie instytucji rozpoczęło się zaraz po zakończeniu działań wojennych w Bydgoszczy, w lutym 1945 r. Działalność Konserwatorium wznowiono w przedwojennym budynku przy ul. Gdańskiej 71 oraz w dawnym budynku niemieckiego Konserwatorium Muzycznego przy ul. Gdańskiej 54. Dzięki funduszom władz miejskich uruchomiono klasę fortepianu i śpiewu solowego, a później skrzypiec i organów. Począwszy od 1946 r. możliwa była działalność jedynie szkół państwowych i spółdzielczych. Prywatne szkoły muzyczne zlikwidowano, a reaktywowane Miejskie Konserwatorium Muzyczne zmieniło dotychczasowy status prawny, przekształcając się w spółdzielnię muzyków pod nazwą Pomorska Średnia i Niższa Szkoła Muzyczna w Bydgoszczy. Strukturą i organizacją niewiele różniła się od przedwojennego Miejskiego Konserwatorium Muzycznego. W roku szkolnym 1946/1947 szkoła ta kształciła 60 uczniów, a wśród grona pedagogicznego byli znani w środowisku muzycy-wirtuozi tacy jak: Florian Dąbrowski, Jerzy Jasieński, Felicja Krysiewicz, Edmund Lubiatowski, Zygmunta Morska, Edmund Rezler, Wacław Splewiński, Helena Stefaniak, Marta Suchecka, Maria Wąsiak, Franciszek Wesołowski, Maria Wierzbiańska, Halina Wojciechowska, Zdzisława Wojciechowska, Jadwiga Żyłkowa i inni. 
W 1947 roku podzielono ją na dwie odrębne szkoły: Państwową Niższą Szkołę Muzyczną (dyr. Maria Tołłoczko) i Państwową Średnią Szkołę Muzyczną (dyr. Irena Jahnke). Pierwsza, nazwana w 1952 r. Państwową Podstawową Szkołą Muzyczną, przejęła program i zadania niższego kursu przedwojennego konserwatorium. Średnia Szkoła Muzyczna, przemianowana na Państwowe Liceum Muzyczne, realizowała program średniego kursu konserwatorium. Bydgoscy pedagodzy czynili również starania, aby przywrócić nauczanie na poziomie wyższym (trzeci kurs), lecz w odpowiedzi na memoriały kierowane do urzędów centralnych w Warszawie, powołano w 1947 roku Państwową Wyższą Szkołę Muzyczną w Gdańsku, nie zaś w Bydgoszczy.
W latach 50. szkoły wewnętrznie zreorganizowano. W szkole podstawowej zachowano dwie specjalności – fortepian i skrzypce z możliwością nauki gry na innych instrumentach w klasach starszych, natomiast w liceum utworzono trzy wydziały: Instrumentalny, Wokalny i Instruktorski. Jednocześnie połączono kształcenie ogólne z muzycznym, co kontynuowane jest do chwili obecnej. Pierwszym dyrektorem Liceum Muzycznego była Irena Jahnke, a w latach 1954–1972 skrzypek i dyrygent Wacław Splewiński. W okresie 23 lat bydgoskie Liceum Muzyczne ukończyło około 400 absolwentów, a wśród nich m.in. Janusz Stanecki, Eleonora Harendarska, Alicja Weber, Barbara Gogol-Drożniakiewicz. 
Wśród kadry pedagogicznej Państwowego Liceum Muzycznego, znajdowali się muzycy, którzy byli jednocześnie członkami orkiestr: Polskiego Radia, Pomorskiej Orkiestry Symfonicznej, Capelli Bydgostiensis, a także pedagogów ówczesnych wyższych uczelni muzycznych Poznania i Gdańska.
W 1960 r. z inicjatywy Felicji Krysiewicz utworzono Studium Muzyczne im. Emila Młynarskiego służące dokształcaniu muzyków i pedagogów, przekształcone w latach 70. w Państwową Szkołę Muzyczną II stopnia. Nauka odbywała się na Wydziale Instrumentalnym i Wokalnym w ramach kursów: przygotowawczego, średniego i specjalnego (1963-1968,  odpowiadającego uproszczonemu programowi szkoły wyższej).
Bazą lokalową obu szkół średnich był budynek przy ul. Gdańskiej 71. Natomiast szkoła podstawowa, usytuowana przy ul. Gdańskiej 54, w 1958 r. uzyskała własny budynek w dzielnicy muzycznej, opodal gmachu Filharmonii Pomorskiej (ul. Libelta 7, w latach 1958-1986 funkcjonowała tam również rejonowa Szkoła Podstawowa nr 37).
W 1975 r. połączono wszystkie szkoły muzyczne w Bydgoszczy w Państwowy Zespół Szkół Muzycznych. W jego skład weszły: Podstawowa Szkoła Muzyczna oraz Liceum Muzyczne, zjednoczone od stycznia 1978 r. w Państwową Ogólnokształcącą Szkołę Muzyczną I i II stopnia, a także Państwowa Szkoła Muzyczna II stopnia oraz Państwowa Szkoła Muzyczna I stopnia (działająca od września 1976 r.), zjednoczone od stycznia 1978 r. w Państwową Szkołę Muzyczną I i II stopnia. Dyrektorami Zespołu Szkół byli: Zdzisław Starniewski (1975–1984), Wacław Kłaput (1984–1990), Ewa Stąporek-Pospiech (1990-2020)  i Joanna Derenda-Łukasik.
Od 4 listopada 1991 roku szkoła nosi nazwę pianisty Artura Rubinsteina, a od 1993 r. organizowane są Międzynarodowe Konkursy Pianistyczne „Arthur Rubinstein in memoriam”. Przy szkole powołano również fundację „Viva Musica” i polski oddział Międzynarodowego Towarzystwa Mozartowskiego.  Wewnętrzną działalność ZSM wzbogacono aktywnością artystyczną oraz powstaniem nowych zespołów złożonych z uczniów szkoły (orkiestry dętej, chóru, orkiestry salonowej, zespołów perkusyjnych).
Szkoła uczestniczy w programie "Pilotaż zmian programowych", wdrażanym przez Ministerstwo Kultury i Dziedzictwa Narodowego.
Od 1974 r. datuje się również rozwój wyższego szkolnictwa muzycznego w Bydgoszczy (Akademia Muzyczna im. Feliksa Nowowiejskiego).

## Siedziba
Zespół Szkół Muzycznych mieści się w dwóch budynkach: 
- ul. Szwalbego 1 – mieści się na terenie dzielnicy muzycznej w Bydgoszczy, w bezpośrednim sąsiedztwie budynków: Filharmonii Pomorskiej im. I.J. Paderewskiego, Akademii Muzycznej im. Feliksa Nowowiejskiego oraz Polskiego Radia Pomorza i Kujaw; posiada sale lekcyjne do indywidualnej gry na instrumentach, zajęć grupowych umuzykalniających, rytmiki oraz teorii muzyki; w budynku odbywają się także lekcje przedmiotów ogólnokształcących szkoły podstawowej i średniej, znajduje się sala gimnastyczna oraz administracja i dyrekcja;
- ul. Gdańska 71 – znajduje się tu wyposażona m.in. w organy aula i sale przeznaczone do odbywania zajęć gry na instrumentach (fortepiany, perkusja, kontrabas, gitara, harfy i organy).

## Struktura
W skład szkoły wchodzą:
- Ogólnokształcąca Szkoła Muzyczna I stopnia (sześcioletnia)
- Ogólnokształcąca Szkoła Muzyczna II stopnia (sześcioletnia)
- Państwowa Szkoła Muzyczna I stopnia (sześcioletnia)
- Państwowa Szkoła Muzyczna II stopnia (sześcioletnia, w tym wydział wokalny, przygotowujący do zawodu muzyk-wokalista)
- Klasa Talentów, założona w 2009 r. dla wybitnie uzdolnionych uczniów, którym szkoła proponuje indywidualny tok nauczania oraz opiekę nauczycieli akademickich.

W szkole mieści się również Regionalne Centrum Psychologii Muzyki „Fermata”.
Szkoła kształci umiejętności wykonawcze na następujących instrumentach:
- klawiszowych – fortepian, organy, akordeon, klawesyn
- dętych – flet, obój, klarnet, saksofon, fagot, trąbka, waltornia, puzon, tuba, fujarka pasterska
- perkusyjnych -  bęben wielki, tamburyn, triangiel
- smyczkowych – skrzypce, altówka, wiolonczela, kontrabas,
- na gitarze i na harfie.

## Zespoły

### Szkolna Orkiestra Symfoniczna
Przy szkole działa orkiestra symfoniczna, założona w latach 30. XX wieku.  Orkiestra szkolna przy Miejskim Konserwatorium Muzycznym wystąpiła po raz pierwszy 6 kwietnia 1939 roku. Przed II wojną światową kierował nią Zdzisław Jahnke i Alfons Rezler, a po 1945 r. m.in. Wacław Splewiński, czy Feliks Rybicki. Od 1996 roku orkiestrą kieruje Henryk Wierzchoń. 
Orkiestra bierze czynny udział w życiu muzycznym regionu i kraju, a także wyjeżdża za granicę (Niemcy, Finlandia). W jej repertuarze znajduje się około 50 utworów muzyki poważnej. Orkiestra Symfoniczna PZSM dwukrotnie występowała w Filharmonii Narodowej w Warszawie (1998, 2001). Wielokrotnie prezentowała się również na estradzie Filharmonii Pomorskiej w Bydgoszczy, m.in. podczas uroczystości szkolnych, a także w ramach współpracy z różnymi instytucjami kulturalnymi miasta. Brała także udział w wielu konkursach, przeglądach i festiwalach w Bydgoszczy (Ogólnopolski Konkurs Chórów a Cappella Dzieci i Młodzieży, Festiwal Laureatów Konkursów Muzycznych), regionie i kraju.

### Chór mieszany
Oprócz orkiestry, ważne miejsce w szkole zajmuje chór mieszany. Od 1997 roku dyrygentem chóru jest Aleksandra Grucza-Rogalska. Chór został założony jako zespół żeński lecz od 2013 roku został przekształcony w chór mieszany. Jego największymi sukcesami są dwa Złote Dyplomy zdobyte na XVII Łódzkim Festiwalu Chóralnym „Cantio Lodziensis” (2014) oraz VII Ogólnopolskim Konkursie Pieśni Pasyjnej w Bydgoszczy (2015). W 2016 chór zdobył Złoty Dyplom na konkursie chóralnym „Ars Liturgica” w Gnieźnie.  

### Inne
Uczniowie szkoły uczestniczą w działalności zespołów instrumentalnych (kwartety smyczkowe, dęte, wokalne), wokalnych i wokalno-aktorskich, orkiestrze dętej, chórach, zespołach perkusyjnych, muzyki rozrywkowej, duetach fortepianowych itp..

## Konkursy
Szkoła organizuje następujące międzynarodowe i ogólnopolskie konkursy i festiwale:
- Międzynarodowy Konkurs Młodych Pianistów Arthur Rubinstein in memoriam (co 2 lata, kwiecień)[19]
- Ogólnopolski Konkurs Wokalny im. Felicji Krysiewicz (maj)[20]
- Ogólnopolskie Konfrontacje Wiolonczelowe im. Zdzisławy Wojciechowskiej (maj)[20]